# グレートタンク
『グレートタンク』 (GREAT TANK) は、1988年7月29日にSNKより発売されたファミリーコンピュータ用シューティングゲーム。アーケードゲーム『T・A・N・K』（1985年）からアレンジ移植されたゲームである。
日本国外版のタイトルは『Iron Tank』（アイアン・タンク）となっており、グレートタンクでは明確に敵はナチス・ドイツとされていたが、「連合軍の敵（enemies of the United Forces」との表現に変更され、グレートタンクで作中に掲げられているナチス・ドイツの国旗およびハーケンクロイツが全て無地に差し替えられ「ハイル・ヒットラー」などのセリフは除去されている。

## ストーリー

### グレートタンク
崩壊寸前のドイツだが、首都ベルリンに巨大頭脳「THINK TANK」が建造されていることを知った連合軍司令官アイゼンハワーはロッキーの山奥から歴戦の勇士を召喚した。
召喚に応じた勇士「ラルフ・ジョーンズ」はノルマンディーに先行上陸せよとの命令を遂行する。上陸チームの上陸の障害となっているビッグキャノンを排除すると、そのまま単身で侵攻しビッグタンクを撃破、上陸チームとの合流をまたずベルリンへと乗り込み未完成の「THINK TANK」の撃破に成功する。
単身困難な任務を達成したラルフ大佐は英雄となった。

### IRON TANK
1944年6月5日、ノルマンディーにて橋頭堡を確立した連合軍は敵司令部の破壊任務に88部隊－秘密部隊「アイアンスネーク（IRON SNAKE）」より、特殊部隊で訓練を受けた「鉄の男（IRON MAN）」ポール（Paul）を侵攻の先鋒に選抜する。
後方支援部隊の安全確保のため、長距離砲（long range firing turret）の破壊が最初の命令として下されるとコードネーム「スネーク」として、ポールは連合軍最強のアイアンタンクで出撃した。最初の任務を成功させると、次いで敵秘密兵器の破壊指令。ポールが切り拓いた道を後方の連合軍部隊が追随するが、爆撃機の群れに後方部隊が足止めされ爆撃がやんだ頃にはレーダーが遮断され通信妨害によりポールの単独侵攻へと切り替わる。敵からの降伏勧告を拒絶したポールはアイアンタンクで敵司令部へ乗り込む。
1945年、連合軍の敵は降伏文書に調印した。

## ゲーム内容

### アイテム
- 連射弾 - 連射能力が高い。
- 貫通弾 - 貫通力が上がる。
- 炸裂弾 - 爆発力が高い。
- 長距離弾 - 射程が長くなる。
- 「?」 - 強力な威力を持つ、敵の新型爆弾。

- エネルギー - エネルギーが回復。
- リザーブ・エネルギー - 予備のエネルギー。
- 受信機 - 最初から持っている無線機。様々な情報を聞くことができる。

## スタッフ
- アート・デザイン：WARA WARA（藤原秀樹）、CRAZY GON GON GON（かわさきいさむ）、MADAKA（かまだおさむ）、RSHANA（さとうじゅんこ）
- プログラム：KNT NO KINCHAN DEATH（かねだゆきお）
- ミュージック・エフェクト：J（ゆあさまさかず）、BINCHAN TANAKA（田中敬一）、KENNY（西田和弘）
- 企画：VENRY（なかいとしゆき）、Mr.OBA（小畑浩二）
- プロデュース：川崎英吉
- スペシャル・サンクス：河野和人、SHIOCHAN MINORU（しおたみのる）、ジャミール・バンカー、ジム・ヘルナンデス、きたきつてる

## 評価
ゲーム誌『ファミコン通信』の「クロスレビュー」では合計28点（満40点）、『ファミリーコンピュータMagazine』の読者投票による「ゲーム通信簿」での評価は以下の通り16.88点（満30点）となっている。
| 項目 | キャラクタ | 音楽 | 操作性 | 熱中度 | お買得度 | オリジナリティ | 総合  |
| ---- | ---------- | ---- | ------ | ------ | -------- | -------------- | ----- |
| 得点 | 3.04       | 2.84 | 2.60   | 2.86   | 2.69     | 2.85           | 16.88 |